# بولس شحاده
بولُس شِحاده (۱۸۸۲ – ۱ اوت ۱۹۴۳) روزنامه‌نگار و سیاستمدار فلسطینی بود.او یکی از مشهورترین روزنامه‌نگاران فلسطینی در دوران سرپرستی بریتانیا بود و در بیشتر نقش‌های جنبش ملی فلسطین در بین دو جنگ جهانی مشارکت داشت. در مواضع خود به معتدل بودن و طرفدار اصل «بده و بگیر» تمایل داشت. در سال ۱۹۰۷ به دلیل مخالفت با مقامات عثمانی به اعدام محکوم شد، برای فرار از مجازات مقامات به قاهره پناه برد. در سال ۱۹۱۹، او یکی از اولین روزنامه‌نگارانی بود که در دوران سرپرستی، روزنامه تأسیس کرد؛ او «مرأة الشرق» (به فارسی: آینهٔ شرق) را در قدس منتشر کرد که تا سال ۱۹۳۹ ادامه یافت، زمانی که دولت سرپرستی پس از مشارکت این هفته‌نامه با دیگر مطبوعات فلسطین در ضبط وقایع انقلاب ۱۹۳۶–۱۹۳۹، آن را تعطیل کردند. در دههٔ بیست میلادی در نهضت سیاسی فعال بود و در تأسیس احزاب سیاسی معتدل بین سالهای ۱۹۲۳ تا ۱۹۲۵ مشارکت داشت و از طرفداران بلوک «مخالفان» بود. او با ایدهٔ ایجاد یک وطن ملی برای یهودیان در فلسطین مبارزه کرد. در سال ۱۹۳۴ در تأسیس حزب دفاع ملی شرکت کرد و سیاست او در حمله به بریتانیا و صهیونیست‌ها جسورتر شد.

## زندگی و پیشه
او در سال ۱۸۸۲ در رام‌الله، متصرفیه قدس، امپراتوری عثمانی، متولد شد، تحصیلات متوسطه خود را در مدرسهٔ صهیون در قدس گذراند جایی که دیپلم دبیرستان را گرفت. سپس تحصیلات عالی خود را در کالج انگلیسی جوانان (الشباب) ادامه داد. او زبان عربی را نزد استاد معروف نخله زریق آموخت. به زبان‌های عربی و انگلیسی متسلط شد و در نوشتن آن‌ها تبحر داشت. تحصیلاتش را هنوز تمام نکرده بود که با چندین روزنامهٔ عربی مکاتبه کرد و مقالاتی تحت عنوان «خار و گل» (به عربی:أشواک وأزهار) در روزنامهٔ «لسان الحال» بیروت منتشر کرد. پس از فارغ‌التحصیلی، او در دوران عثمانی در غزه و حیفا در آموزش و پرورش مشغول به کار بود؛به عنوان معلم در مدرسه ارتدکس در غزه، سپس در مدرسهٔ ارتدکس در حیفا، که در سال ۱۹۰۷ مدیر آن شد، کار کرد.
در همان سال مقامات عثمانی به تعقیب او پرداختند و گفته می‌شود که او را به اعدام محکوم کردند، زیرا او خواستار سرنگونی حکومت سلطان عبدالحمید بود، بنابراین با لباس مبدل یا مخفیانه به غزه رفت و دوستان غزه‌ای او توانستند او را قاچاقی به قاهره ببرند. در آنجا به کار روزنامه‌نگاری پرداخت و در مجلات «الزهور»، «المؤید»، «المقطم» و «الهلال» مقاله نوشت، وی همچنین مقالاتی در زمینه تعلیم و تربیت نوشت و در مجلهٔ «المقتطف» منتشر کرد.
او پس از صدور دوبارهٔ قانون اساسی عثمانی در سال ۱۹۰۸، مانند سایر روشنفکران عرب، به فلسطین بازگشت. او در زمینهٔ روزنامه‌نگاری و آموزش فعال گشت و علاوه بر مجلات سیاسی و ادبی قاهره، در روزنامه‌های سراسری میهنی نیز می‌نوشت. همچنین به «جمعیت اتحاد و ترقی» پیوست. او به عنوان معلم در مدرسهٔ ارتدوکس در بیت لحم منصوب شد، سپس آن را تا زمان اعلام جنگ جهانی اول در سال ۱۹۱۴ اداره کرد. در آن سال، او به عنوان منشی ارتش عثمانی در بئر السبع منصوب شد، سپس دستیار داروساز برادرش، نقولا شد که پزشک شهرداری جنین و مسئول اولیهٔ بیمارستان نظامی آنجا بود. در سالهای ۱۹۱۹–۱۹۲۲ در مدرسهٔ رشیدیۀ قدس تدریس کرد.
در سال ۱۹۱۹، او یکی از اولین روزنامه‌نگارانی بود که در دوران قیمومیت بریتانیا، روزنامه تأسیس کرد. او «مرأة الشرق» (به فارسی: آینهٔ شرق) را در قدس در ۱۷ سپتامبر ۱۹۱۹ منتشر کرد که هفته‌نامه‌ای سیاسی بود که در آغاز به دو زبان عربی و انگلیسی منتشر می‌شد. بخش انگلیسی آن توسط برادرش سلیم نوشته می‌شد. «مرأة الشرق» یک هفته‌نامهٔ سیاسی چهار صفحه‌ای بود که مأموریت آن این بود که به خواننده نشان دهد که «راه‌های عقلانی که در ادارهٔ امور اجتماعی خود باید طی کند» و او را «به روش‌های صحیحی که باید در مدیریت منافع اقتصادی خود دنبال کند» راهنمایی کند «تا این ملت بتواند زندگی کند، به دیگر مردمان زنده بپیوندد و به رتبه‌های کشورهای پیشرفته برسد». در سال ۱۹۲۰ این روزنامه به دو هفته‌نامه تبدیل شد و صفحهٔ چهارم خود را به انتشار مقالات به زبان انگلیسی اختصاص داد. تا سال ۱۹۲۵ به صورت دوهفته‌نامه ادامه یافت و پس از آن به هفته‌نامه دوازده صفحه‌ای بازگشت. تعداد زیادی از شخصیت‌های فلسطینی در طول دوره انتشار آن در نوشتن آن شرکت کردند، از جمله احمد الشقیری که در سال ۱۹۲۸ سردبیری را بر عهده گرفت و اکرم زعیتر که در سال ۱۹۳۰ سردبیری را بر عهده گرفت تا اینکه به مدت سه ماه تا اینکه دستگیر شد و حکم تبعید او به نابلس صادر شد. همچنین عمر الصالح البرغوتی در آن نوشت. همسرش ماری صروف در نوشتن مقالات آموزشی و اجتماعی در روزنامه مربوط به زنان و خانواده همکاری داشت با تأکید بر ضرورت سازماندهی زنان فلسطینی و بسیج نیروی آنان، در کنار مردان فلسطینی. او از زنان پیشگام مطبوعات فلسطین به‌شمار می‌رفت در کنار نویسندگان زن مانند ساذج نصار و اسمی طوبی. مرأة الشرق چندین بار به دست مقامات بریتانیایی بسته شد و در سال ۱۹۳۹ تصمیم گرفتند به دلیل انتشار شعری در تشویق انقلاب و شورش علیه سیاست سرپرستی بریتانیا، آن را برای همیشه تعطیل کنند.
او در اولین کنفرانس‌های عرب فلسطین شرکت کرد، سپس در تأسیس «حزب ملی» که توسط سلیمان التاجی الفاروقی در سال ۱۹۲۳ راه اندازی شد، شرکت کرد. اما این حزب مدت زیادی دوام نیاورد و اعضای آن از جمله شحاده به مخالفان شورای عالی اسلامی و کمیتهٔ اجرایی کنفرانس عرب فلسطین نزدیک شدند. در سال ۱۹۳۴، شحاده در تأسیس «حزب دفاع ملی»، رقیب «حزب عربی فلسطین» که از مفتی بیت‌المقدس، محمد امین الحسینی حمایت می‌کرد، شرکت کرد. شحاده عضو انجمن مسلمانان-مسیحی و از چهره‌های فعال جامعهٔ اسقفی فلسطین بود. 
بولوس شحاده شعر می‌سرود و اشعاری را به زبان انگلیسی ترجمه می‌کند که برخی از آنها در مجله النفایس به چاپ می‌رسد و همچنین رمانی با عنوان «حسن» به صورت نمایشی و بر اساس اصل انگلیسی نوشت و عواید آن را به «مدرسهٔ ملی بیت لحم» اختصاص داد. او در سال ۱۹۲۰ کتابی با عنوان «تاریخ قدس» با همکاری خلیل طوطح نوشت.
بولوس شحاده در ۱ اوت ۱۹۴۳ در قدس در سن ۶۱ سالگی درگذشت و در قبرستان بزرگ رام‌الله به خاک سپرده شد. خیابانی نزدیک مدرسهٔ راهنمایی دخترانه رام‌الله به نام او نامگذاری شد.

## زندگی شخصی
دو برادرش دکتر نقولا و سلیم، دو پسرش عزیز و فؤاد، دخترش نجلاء، و همسر دومش ماری صروف نام داشتند.